# Cook Island (ö i Sydgeorgien och Sydsandwichöarna)
Cook Island är en ö i Sydgeorgien och Sydsandwichöarna (Storbritannien). Den ligger i den sydöstra delen av Sydgeorgien och Sydsandwichöarna.